# Tetranychus ludeni
Tetranychus ludeni är en spindeldjursart som beskrevs av Zacher 1913. Tetranychus ludeni ingår i släktet Tetranychus och familjen Tetranychidae. Inga underarter finns listade i Catalogue of Life.